# Eckebert von Andechs-Meranien
Eckebert von Andechs-Meranien (ur. ok. 1173, zm. 5 czerwca 1237 w Wiedniu) – biskup Bambergu, brat św. Jadwigi Śląskiej.

## Życiorys
Eckebert von Andechs-Meranien urodził się ok. 1173 roku. Był synem Bertolda VI von Andechs i Agnieszki von Rochlitz z rodu Wettynów. Miał trzech braci oraz cztery siostry, w tym św. Jadwigę Śląską, Agnieszkę (żonę Filipa II Augusta) i Gertrudę (żonę króla węgierskiego Andrzeja II i matkę św. Elżbiety Węgierskiej). W 1203 Eckebert został wybrany biskupem Bambergu. Należał do stronnictwa Fryderyka II Hohenstaufa. Był podejrzewany o udział w zamordowaniu w Bambergu 21 czerwca 1208 roku króla Filipa Szwabskiego. W 1237 roku został mianowany namiestnikiem Austrii i Styrii. Patronował gruntownej rozbudowie bamberskiej katedry, którą poświęcono 6 maja 1237 roku. Zmarł w Wiedniu 5 czerwca 1237.